# Ctenognophos tenebrosaria
Ctenognophos tenebrosaria là một loài bướm đêm trong họ Geometridae.